# Strömbolstad

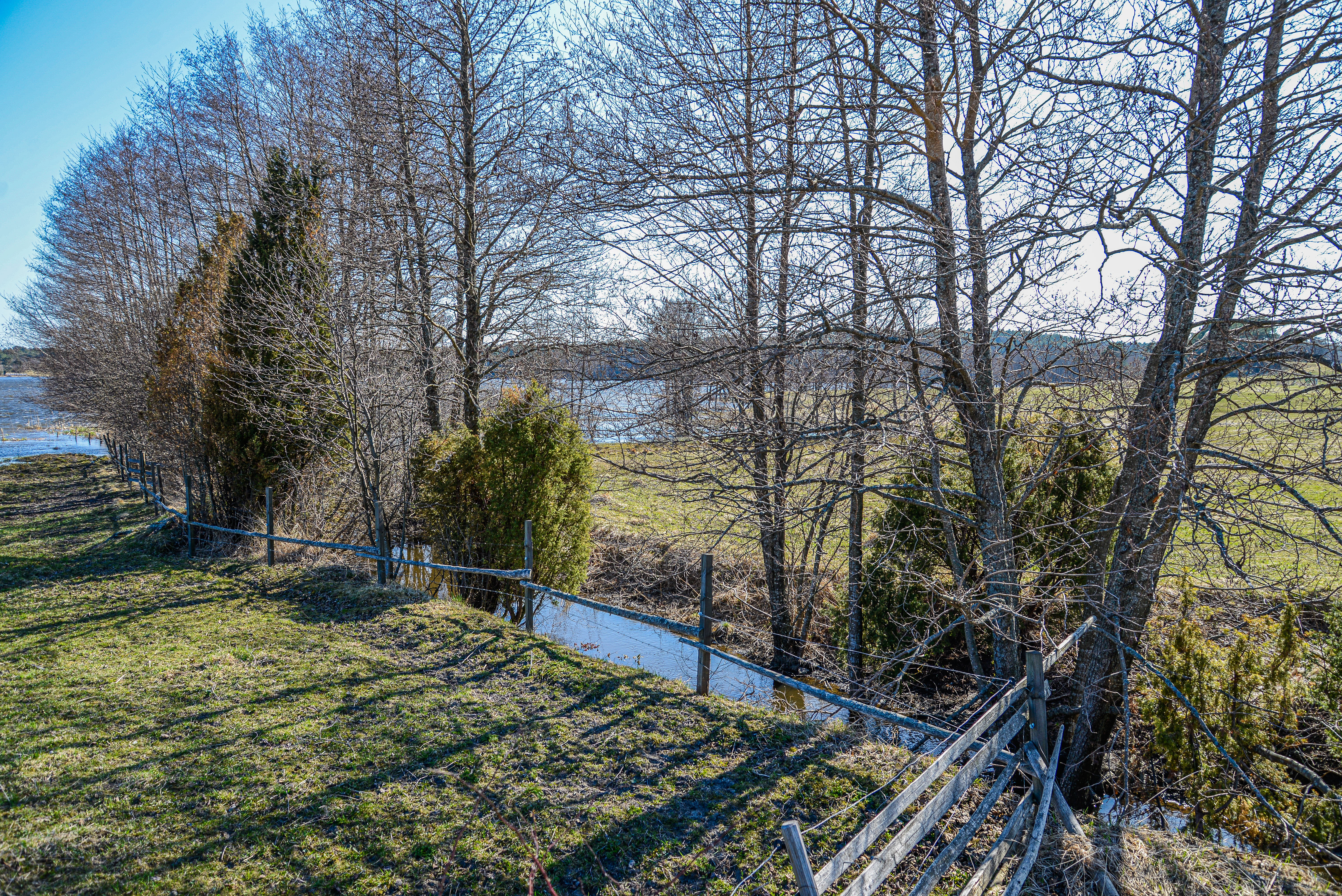
Strömmen (bäcken) som gett namn åt Strömbolstad rinner ut i sjön Östra Kyrksundet. 6 maj 2013.

Strömbolstad är en by i Sunds kommun på Åland med 31 invånare (2023). Den gränsar i väster till byn Brändbolstad, i öster till byn Sibby samt i söder till sjön Östra Kyrksundet och i norr till Nötviken som mynnar i Skärgårdshavet.
Strömbolstad hörde till Sunds församling fram till 1985, därefter till Sund-Vårdö församling och ingår sedan 2022 i Norra Ålands församling.
Konstnären Juha Pykäläinen är bosatt i Strömbolstad.

## Historia
Byn är en medeltida avsöndring från områdets urby Sibby.
Namnet Strömbolstad är sammansatt av orden ström och bolstad. Det senare ordet har sannolikt haft betydelsen ’utäng’ eller ’utjord’, medan förleden ström är det åländska ordet för ett mindre vattendrag, en bäck eller en liten å. Namnet syftade ursprungligen på att ängen låg invid den bäck som rinner från de mindre sjöarna Storträsket, Lillträsket och Potten till den större sjön Östra Kyrksundet.
Från början hörde ängen säkert till byn Sibby. Senare byggde någon, kanske en yngre son i Sibby, en ny gård på platsen. Gården övertog ängens namn Strömbolstad och växte med tiden till en by. Gränsen mellan Strömbolstad och moderbyn Sibby drogs i strömmen (bäcken), vilket framgår av äldre kartor.
Strömbolstad omtalas inte i de medeltida källorna, fast byn helt säkert har medeltida ursprung, utan först i 1530-talets skatteböcker. Redan då fanns tre bönder i byn: Pål Månsson, Olof Persson och Anders Jönsson, som är de tre första byborna vi känner till namn.
Byn fortsatte att ha tre gårdar:
- nr 1, Västergård,
- nr 2, Norrgård och
- nr 3, Östergård.[9]

Byarna Sibby och Strömbolstad har en ganska märklig ägoblandning. Förklaringen står att finna i 1661 års jordebok. En gård i Sibby, den minsta, hade i början av 1600-talet blivit öde och köpts av Nils Sigfridsson, bonde på Strömbolstad nr 3, Östergård. Gården i Sibby ströks i jordeboken och kom att brukas från Strömbolstad i mer än 200 år, ibland omtalad som en utjord. I slutet av 1820-talet såldes Östergård och utjorden åt olika håll. En ny gård, senare kallad Åkers, byggdes på utjorden. Trots att den nya gården låg inom Sibby bys gränser fortsatte den att räknas till Strömbolstad. För att rätta till detta överfördes senare delar av Sibby till Strömbolstad med följd att bygränsen i strömmen flyttades några hundra meter österut samtidigt som en del mark här och där i Sibby kom att höra till Strömbolstad.

## Befolkningsutveckling
| Befolkningsutvecklingen i Strömbolstad 1970–2020 | Befolkningsutvecklingen i Strömbolstad 1970–2020 | Befolkningsutvecklingen i Strömbolstad 1970–2020 | Befolkningsutvecklingen i Strömbolstad 1970–2020 | Befolkningsutvecklingen i Strömbolstad 1970–2020 |
| ------------------------------------------------ | ------------------------------------------------ | ------------------------------------------------ | ------------------------------------------------ | ------------------------------------------------ |
|                                                  |                                                  |                                                  |                                                  |                                                  |
| År                                               |                                                  |                                                  | Folkmängd                                        |                                                  |
| 1970                                             | 1970                                             |                                                  | 27                                               |                                                  |
| 1980                                             | 1980                                             |                                                  | 26                                               |                                                  |
| 1990                                             | 1990                                             |                                                  | 27                                               |                                                  |
| 2000                                             | 2000                                             |                                                  | 39                                               |                                                  |
| 2010                                             | 2010                                             |                                                  | 37                                               |                                                  |
| 2020                                             | 2020                                             |                                                  | 35                                               |                                                  |